# Résolution 233 du Conseil de sécurité des Nations unies
Membres permanents
- Chine (Taïwan)
- États-Unis
- France
- Royaume-Uni
- URSS

Membres non permanents
- Argentine
- Brésil
- Bulgarie
- Canada
- Danemark
- Éthiopie
- Inde
- Japon
- Mali
- Nigéria

Résolution no 232 Résolution no 234
La Résolution 233  est une résolution du Conseil de sécurité des Nations unies adoptée le 6 juin 1967, dans sa 1348e séance, après un rapport verbal par le Secrétaire général au sujet de la reprise des combats et de la situation au Proche-Orient, le Conseil a invité les gouvernements concernés à prendre toutes les mesures pour une cessation immédiate de toutes les activités militaires dans la région et a demandé que le Secrétaire général de tenir le Conseil promptement et constamment informé de la situation.

## Vote
La résolution a été approuvée à l'unanimité.

## Texte
- Résolution 233 Sur fr.wikisource.org
- Résolution 233 Sur en.wikisource.org